# Lijst van particuliere natuur- en milieuorganisaties in Nederland
Deze lijst geeft een overzicht van niet-gouvernementele organisaties (ngo's) in Nederland die zich bezighouden of -hielden met natuur en milieu.

## A
- A SEED - campagneorganisatie voor milieu en sociale rechtvaardigheid
- Stichting ANEMOON - studie van flora en fauna in en aan zee
- Ark - natuurontwikkeling

## B
- Bomenstichting
- Both ENDS - ondersteuning milieuorganisaties
- Brabants Landschap - beheer natuur en landgoederen Noord-Brabant
- Bryologische en Lichenologische Werkgroep (BLWG) - studie van mossen en korstmossen

## C
- Centrum voor Landbouw en Milieu (CLM)

## D
- Das & Boom - bescherming van marterachtigen en hun leefgebied, opgevolgd door Vereniging Nederlands Cultuurlandschap
- De Kleine Aarde (DKA) - voormalig duurzaamheidscentrum in Boxtel
- Het Drentse Landschap - beheer natuur en landgoederen Drenthe

## E
- EIS Kenniscentrum Insecten en andere ongewervelden - studie van insecten en andere ongewervelde dieren
- Ekologische Beweging - opgeheven
- Extinction Rebellion - protest, blokkades en artistieke acties om klimaatrechtvaardigheid te eisen.(wees eerlijk, doe wat nodig is, laat burgers meebeslissen)

## F
- De Faunabescherming - acties tegen misstanden bij de jacht
- Fietsersbond
- Het Flevolandschap - beheer natuur en landgoederen Flevoland
- Floron - coördinatie van floristisch onderzoek
- Friese Milieufederatie - federatieve natuur- en milieuorganisatie Friesland
- It Fryske Gea - beheer natuur en landgoederen Friesland

## G
- Het Geldersch Landschap - beheer natuur en landgoederen Gelderland
- Global Action Plan NL - netwerk dat zich richt op het bevorderen van duurzame gedragsverandering, onder meer in Ecoteams
- Goede Waar & Co - voor mens-, dier- en milieuvriendelijk consumeren
- Goois Natuurreservaat - beheer Goois natuurreservaat
- Greenpeace - internationaal, bescherming van zeezoogdieren en acties tegen vervuiling
- GroenFront! - radicale actiegroep; Nederlandse tak van Earth First!
- Het Groninger Landschap - beheer natuur en landgoederen Groningen

## H
- Haagse Natuurbescherming - bescherming Haagse natuur
- Hoekschewaards Landschap - behoud en verbetering van milieu, natuur en dorpsschoon

## I
- Stichting IJssellandschap - verpachter landbouwgrond en beheerder natuurgebied in een rond de gemeente Deventer
- IJsselmeervereniging - vereniging tot behoud van het IJsselmeer
- IVN - natuur- en milieueducatie

## J
- Jeugdbond voor Natuur- en Milieustudie - jeugdbond, studie en bescherming
- Jonge Klimaatbeweging (JKB) - koepel van jongerenorganisaties die de stem van jongeren vertegenwoordigt in het klimaatdebat

## K
- Koninklijke Nederlandse Botanische vereniging (KNBV) - vereniging voor de studie van planten
- Koninklijke Nederlandse Bosbouw Vereniging (KNBV) - vakvereniging van bosbeheerders en boseigenaren
- Koninklijke Nederlandse Natuurhistorische Vereniging (KNNV) - vereniging voor veldbiologie
- Kritisch Bosbeheer - ecologisch en natuurlijk bosbeheer
- Kustvereniging - IJvert voor milieuvriendelijk omgaan met kustgebieden in heel Europa.

## L
- Laka - documentatie- en onderzoekscentrum over kernenergie en verzet daartegen
- Land van Ons - coöperatie gericht op aankoop en verduurzaming van landbouwgrond
- Landelijk Hogeschool en Universitair Milieuplatform, thans Morgen geheten - duurzame ontwikkeling op scholen en universiteiten
- De 12 Landschappen - koepelorganisatie van provinciale natuurterreinbeherende organisaties
- Landschap Noord-Holland - beheer natuur, landschap en landgoederen Noord-Holland
- Landschap Overijssel - beheer natuur, landschap en landgoederen Overijssel
- LandschappenNL - koepel van de Provinciale Landschappen en de organisaties van Landschapsbeheer Nederland
- Landschapsbeheer Friesland - landschapsbeheer in Friesland
- Landschapsbeheer Nederland - coördinatie landschapsbeheer in Nederland
- Het Limburgs Landschap - beheer natuur en landgoederen Nederlands Limburg

## M
- Milieu Centraal - bewustwording over energieverbruik en milieu
- Milieudefensie - milieuorganisatie; Nederlandse tak van Friends of the Earth
- Milieufederatie Limburg, thans Natuur- en Milieufederatie Limburg geheten - milieuorganisatie voor Limburg
- Mobilisation for the Environment (MOB) - strijdt voor behoud van biodiversiteit en tegen opwarming van de aarde, mede middels rechtszaken
- Morgen - duurzame ontwikkeling op scholen en universiteiten

## N
- Nationaal Park De Hoge Veluwe - particulier beheer natuur- en landschap
- Natuur- en Milieufederatie Limburg - milieuorganisatie voor Limburg
- Natuur & Milieu - onafhankelijke milieuorganisatie die zich inzet voor het klimaat en de biodiversiteit in Nederland
- Natuur en Milieufederatie Drenthe - federatieve natuur- en milieuorganisatie Drenthe
- Natuur en Milieufederatie Groningen - federatieve natuur- en milieuorganisatie Groningen
- Natuur en Milieu Overijssel - federatieve natuur- en milieuorganisatie Overijssel
- Natuurmonumenten - eigendom en beheer van natuurgebieden
- Vereniging Nederlands Cultuurlandschap - bescherming Nederlands cultuurlandschap
- Nederlandse Jeugdbond voor Natuur (NJN) - algemene jeugdbond, studie en bescherming
- Nederlandse Mycologische Vereniging (NMV) - studie van paddenstoelen en andere schimmels
- Nivon - Natuurvrienden
- Stichting De Noordzee - milieuorganisatie voor de Noordzee

## R
- Reptielen Amfibieën Vissen Onderzoek Nederland (RAVON)

## S
- Saba Conservation Foundation (SCF) - beheer nationale parken op Saba
- Sea Shepherd Conservation Society - Beschermers en wakers van de maritieme natuur
- SoortenNL - koepel van de Nederlandse soortenorganisaties (voorheen VOFF Vereniging VeldOnderzoek Flora en Fauna)
- Sovon Vogelonderzoek Nederland - organisatie voor ornithologie in Nederland
- St Eustatius National Parks Foundation (STENAPA) - beheer nationale parken op Sint Eustatius
- Stichting Aarde - ontwikkeling duurzame regionale economie
- Stichting Milieuwerkgroepen Ede - bescherming milieu bij Ede
- Stichting Nationale Parken (STINAPA) Bonaire - beheer nationale parken op Bonaire
- STRO, Social Trade Organisation - voor duurzame wereld, vroeger "Aktie Strohalm"

## T
- Stichting TINEA - studie van kleine vlindersoorten
- Transition Towns - duurzaamheid en zelfvoorziening
- de Twaalf Ambachten - ontwikkeling van duurzame technologie

## U
- Universitair Milieu Platform Nijmegen - duurzame ontwikkeling op Radboud Universiteit Nijmegen en Hogeschool van Arnhem en Nijmegen
- Het Utrechts Landschap - beheer natuur en landgoederen Utrecht

## V
- Vereniging Nederlands Cultuurlandschap - Vroeger Das en Boom. Wil bescherming van Nederlands cultuurlandschap en kleinschalige akkerbouw met als doel leefgebieden voor flora en fauna te behouden
- Vereniging Tropische Bossen (VTB) - kennis van tropische bossen en bomen
- Vereniging van Bos- en Natuurterreineigenaren (VBNE) - eigenaren van bossen en natuurgebieden
- Vereniging voor Milieurecht (VMR) - Kennisnetwerk voor milieu-, water- en natuurbeschermingsrecht
- De Vlinderstichting - onderzoek en bescherming vlinders
- Vogelbescherming Nederland - vogelbescherming

## W
- Waddenvereniging - bescherming van het Waddengebied
- Wereld Natuur Fonds - natuurbescherming wereldwijd
- Werkgroep Behoud de Peel - natuurbescherming in de Peel
- Werkgroep Wolf Nederland - Draagvlak voor de wolf in de natuur
- World Information Service on Energy (WISE)

## Z
- Het Zeeuwse Landschap - beheer natuur en landgoederen Zeeland
- Zeeuwse Milieufederatie - federatieve natuur- en milieuorganisatie Zeeland
- Zoogdiervereniging VZZ - onderzoek en bescherming zoogdieren
- Zuid-Hollands Landschap - beheer natuur en landgoederen Zuid-Holland